# Azad Kuh
Der Āzād Kuh (persisch آزادکوه) macht als freistehender Kegelberg seinem Namen alle Ehre. Übersetzt bedeutet sein Name „Freier Berg“ (kuh = „Berg“; āzād = „frei“). Mit 4355 m Höhe markiert er die zentrale Elburskette, östlich der Passstrecke von Karadsch nach Tschālūs auf Höhe der Ortschaft Gachsar.
Üblicherweise wird der Berg über die Südseite bestiegen. Kletterausrüstung ist bei Winterbegehungen gelegentlich geboten. Ausgangspunkte für Touren sind die Dörfer Kalaak-e-Baalaa auf 2650 Metern Höhe beziehungsweise Vaarange Rud, von welchem ein zusätzlicher Tag für die Besteigung benötigt wird. Auf 3800 Metern wird der Chooren Pass erreicht, der den Blick über die großen Schotterfelder der Bergsüdseite freigibt. Der Gipfel besteht aus einer Doppelspitze. Bei guter Sicht tut sich östlich der überragende Elburs-Gipfel des Damawand auf. Im Winter besteht erhöhte Lawinengefahr.